# Coquillettomyia hyppocrepica
Coquillettomyia hyppocrepica är en tvåvingeart som beskrevs av Fedotova 2006. Coquillettomyia hyppocrepica ingår i släktet Coquillettomyia och familjen gallmyggor. Inga underarter finns listade i Catalogue of Life.